# Laboratorio Ibérico Internacional de Nanotecnología

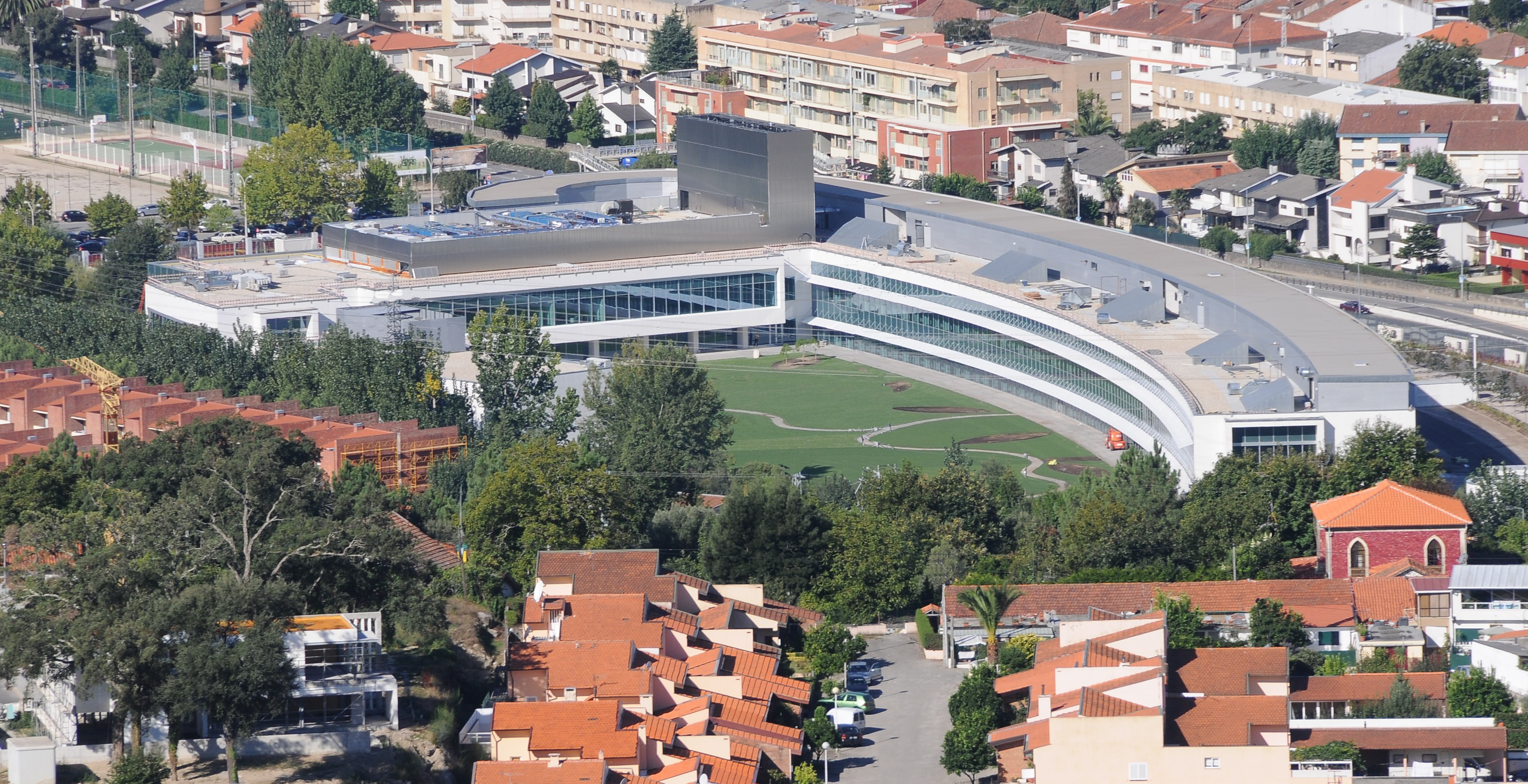
Campus del INL en Braga, Portugal

El Laboratorio Ibérico Internacional de Nanotecnología es un centro de investigación en la localidad portuguesa de Braga.
El laboratorio nace de un Memorándum firmado el 19 de noviembre de 2005 en la 21ª Cumbre Ibérica celebrada en Évora entre el Ministerio de Educación y Ciencia español y el Ministério da Ciência, Tecnologia e Ensino Superior de Portugal para la creación y gestión conjunta de un Instituto hispano-portugués de I+D, como iniciativa pionera de un nuevo tipo de cooperación institucional internacional en ciencia y tecnología en Europa.
Con un coste de 106 millones de € (66 millones destinados a la construcción de los edificios y 40 a la compra del equipamiento tecnológico), este instituto está situado junto al Campus de Gualtar de la Universidade do Minho, en un terreno municipal de cinco hectáreas donde se encontraba el parque de atracciones Bracalândia. 
En la Cumbre Ibérica se decidió que el instituto tendría como primer director un investigador español y debería llegar a contar con unos 200 investigadores de España, Portugal y otros países con un presupuesto anual de unos 30 millones de € y una inversión inicial de igual valor, pagados a partes iguales por ambos países, siendo financiado el resto por la Unión Europea.
Con la creación de este instituto se pretende reforzar la colaboración científica y tecnológica entre España y Portugal. En una primera fase el instituto estaría abierto sólo a los países ibéricos para luego dar paso a la entrada de instituciones y especialistas de todo el mundo, con el objetivo de crear un polo de investigación internacional de excelencia.
El INL (por sus siglas en inglés) fue inaugurado el 18 de julio de 2009 por el rey Juan Carlos I de España y su primer director es el catedrático gallego José Rivas. Cerca de 200 investigadores trabajan en el Instituto en cuatro áreas principales: nanomedicina, nanoelectrónica, vigilancia medioambiental y control de seguridad y calidad alimentaria y nanomáquinas y nanomanipulación.